# Hermanas de la Caridad de Irlanda
La Congregación de Hermanas de la Caridad de Irlanda (oficialmente en latín: Congregatio Sororum Caritatis in Hibernia) es un congregación religiosa católica femenina, de vida apostólica y de derecho pontificio, fundada en 1815 por la religiosa irlandesa María Aikenhead, en Dublín. A las religiosas de este instituto se les conoce como hermanas o damas irlandesas y posponen a sus nombres las siglas R.S.C.

## Historia

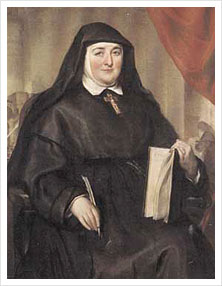
María Aikenhead (1787-1858), fundadora de la congregación, es considerada venerable en la Iglesia católica.

La congregación fue fundada en Dublín (Irlanda), el 22 de agosto de 1815, por la religiosa María Aikenhead, con la ayuda del arzobispo coadjuntor de Dublín, Daniel Murray, quien escribió para ellas, unas constituciones basadas en las de la Congregación de Jesús. Las damas irlandesas, como fueron conocidas inicialmente, se expandieron rápidamente por Irlanda. La primera comunidad fuera la isla fue abierta en Australia en 1838, aunque esta se independizó en 1942, formando un nuevo instituto con el nombre de Hermanas de la Caridad de Australia.
El instituto de Irlanda recibió la aprobación como congregación religiosa de derecho diocesano el 22 de agosto de 1815, de parte de John Thomas Troy, arzobispo de Dublín. El papa Gregorio XVI elevó el instituto a congregación religiosa de derecho pontificio, mediante decretum laudis del 30 de agosto de 1833.
Entre las miembros del instituto destaca la fundadora María Aikenhead, quien es considerada venerable en la Iglesia católica.

## Organización
La Congregación de Hermanas de la Caridad de Irlanda es un instituto religioso de derecho pontificio y centralizado, cuyo gobierno es ejercido por una superiora general. La sede central se encuentra en Dublín (Irlanda).
Las hermanas irlandesas se dedican a la educación e instrucción cristiana de la juventud y a la atención de ancianos, enfermos y discapacitados. En 2017, el instituto contaba con 387 religiosas y 65 comunidades, presentes en Irlanda, Estados Unidos, Nigeria, Reino Unido, Malawi y Zambia.